# هیله‌خوم
هیله‌خوم (به هلندی: Hillegom) یک منطقهٔ مسکونی در هلند است که در هلند جنوبی واقع شده‌است. هیله‌خوم ۱ متر بالاتر از سطح دریا واقع شده‌است.